# Canton de Saint-Hilaire-des-Loges
Le canton de Saint-Hilaire-des-Loges est une ancienne division administrative française, située dans le département de la Vendée et la région Pays de la Loire.

## Composition
Le canton de Saint-Hilaire-des-Loges regroupait les communes suivantes :
- Faymoreau ;
- Foussais-Payré ;
- Mervent ;
- Nieul-sur-l’Autise ;
- Oulmes ;
- Puy-de-Serre ;
- Saint-Hilaire-des-Loges (chef-lieu) ;
- Saint-Martin-de-Fraigneau ;
- Saint-Michel-le-Cloucq ;
- Xanton-Chassenon.

### Intercommunalités
Le canton de Saint-Hilaire-des-Loges recouvrait deux communautés de communes :
- la communauté de communes du Pays-de-Fontenay-le-Comte (quatre communes) ;
- la communauté de communes Vendée-Sèvre-Autise (six communes).

## Représentation

### Conseillers généraux de 1833 à 2015
| Période | Période          | Identité                          | Étiquette           | Qualité |
| ------- | ---------------- | --------------------------------- | ------------------- | --- |
| 1833    | 1841 (décès)     | Ignace Florent Möller (1797-1841) |                     | Maire de Xanton-Chassenon |
| 1841    | 1862             | Philippe Bailly                   |                     | Juge de paix, propriétaire, maire de Payré-sur-Vendée (1831-1855) |
| 1862    | 1890 (démission) | Léon Bienvenu                     | Gauche républicaine | Propriétaire - Député (1876-1885) Maire de Saint-Hilaire-des-Loges |
| 1890    | 1910             | Arthur Pineau                     | Républicain         | Docteur en médecine à Foussais |
| 1910    | 1940             | Amédée Bouchot-Constantin         | RG                  | Inspecteur général honoraire des services administratifs au ministère de l’Intérieur (né à Fontenay-le-Comte)                                                                      |
|         |                  |                                   |                     | |
| 1943    | 1945             | Gustave Chapeau                   |                     | Président de la délégation spéciale de Saint-Hilaire-des-Loges Nommé conseiller départemental en 1943                                                                              |
|         |                  |                                   |                     | |
| 1945    | 1951             | Raymond Boutin                    | DVD                 | Ancien maire de Payré-sur-Vendée (1943) |
| 1951    | 1970             | Eugène Debreuil                   | Rad.                | Minotier à Foussais |
| 1970    | 1982             | Jacques de Certaines (1926-1983)  | RI puis DVD         | Maire de Faymoreau |
| 1982    | 2001             | Louis Moinard                     | UDF-CDS             | Agriculteur Sénateur (1987-2004) Maire de Nieul-sur-l’Autise (1977-2000) Conseiller régional (1986-1987)                                                                           |
| 2001    | 2015             | François Bon                      | DVD puis NC-UDI     | Ecrivain et traducteur President de la commission education, culture sport et relations internationales, Saint-Martin-de-Fraigneau Elu en 2015 dans le Canton de Fontenay-le-Comte |

### Conseillers d'arrondissement (de 1833 à 1940)
| Période                                  | Période      | Identité                                | Étiquette | Qualité |
| ---------------------------------------- | ------------ | --------------------------------------- | --------- | --- |
| 1833                                     | 1836         | François Hippolyte Brossard (1788-1860) |           | Juge de paix à Saint-Hilaire-des-Loges (1825 à 1857)                                                        |
|                                          |              |                                         |           | |
| av.1865                                  |              | M. Babin                                |           | Adjoint au maire de Fontenay-le-Comte                                                                       |
|                                          |              |                                         |           | |
|                                          | 1896 (décès) | M. Bon                                  |           | |
|                                          |              |                                         |           | |
| 1919                                     | ?            | Félix Thébaud                           | RG        | Notaire à Saint-Hilaire-des-Loges                                                                           |
|                                          |              |                                         |           | |
| ?                                        | 1940         | Aimé Pipet                              | Rad.      | Maire de Saint-Hilaire-des-Loges                                                                            |
| 1940                                     |              |                                         |           | Les conseils d'arrondissement ont été suspendus par la loi du 12 octobre 1940 et n'ont jamais été réactivés |
| Les données manquantes sont à compléter. |              |                                         |           | |